# Aristid Lindenmayer
Aristid Lindenmayer (* 17. November 1925 in Budapest; † 30. Oktober 1989) war ein ungarischer theoretischer Biologe.
1968 entwickelte er eine formale Sprache als Grundlage einer axiomatischen Theorie biologischer Entwicklung. In jüngerer Zeit fanden die Lindenmayer-System oder L-System genannten Systeme Anwendung in der Computergrafik bei der Erzeugung von Fraktalen und in der realitätsnahen Modellierung von Pflanzen.

## Schriften
- Mathematical models for cellular interaction in development. In: J. Theoret. Biology. 18. 1968, 280--315.
- Przemysław Prusinkiewicz, Aristid Lindenmayer: The Algorithmic Beauty of Plants (The Virtual Laboratory). Springer-Verlag, 1990, ISBN 0-387-97297-8 (englisch, algorithmicbotany.org). (PDFs zum Herunterladen verfügbar)

| Personendaten    | Personendaten                     |
| ---------------- | --------------------------------- |
| NAME             | Lindenmayer, Aristid              |
| KURZBESCHREIBUNG | ungarischer theoretischer Biologe |
| GEBURTSDATUM     | 17. November 1925                 |
| GEBURTSORT       | Budapest                          |
| STERBEDATUM      | 30. Oktober 1989                  |